# جومانجی
جومانجی (به انگلیسی: Jumanji) نام فیلمی فانتزی ماجراجویی است محصول سال ۱۹۹۵ به کارگردانی جو جانستون که رابین ویلیامز، بانی هانت، کیرستن دانست و برادلی پیرز در آن ایفای نقش کرده‌اند.
این فیلم اقتباسی از کتابی کودکانه به همین نام در سال ۱۹۸۱ و به قلم کریس فن آلسورگ است. دنباله‌ای مستقل با عنوان جومانجی: به جنگل خوش آمدید در ۲۰ دسامبر ۲۰۱۷ منتشر شده‌است. در سال ۲۰۱۹، جومانجی: مرحله بعدی نیز اکران شد.

## داستان
داستان از جایی آغاز می‌شود که پسر جوانی به نام آلن پریش یک جعبه بازی پیدا می‌کند و با کمک دختر همسایه (سارا ویتل) بازی را آغاز می‌کند. اما پس از آغاز بازی آلن به طرز عجیبی در حباب وسط صفحه جذب می‌شود و سارا در حالی که توسط خفاش‌ها محاصره شده فرار می‌کند. ۲۶ سال از آن زمان می‌گذرد تا خانواده شپرد به آن خانه نقل مکان می‌کنند و با پیدا کردن جومانجی بازی را از سر می‌گیرند. این موضوع باعث ملحق شدن آلن پریش به آنها می‌شود اما آنها برای ادامه بازی به یک همبازی دیگر نیاز دارند و برای همین به سراغ سارا ویتل می‌روند تا بازی را باهم دنبال کنند.

## بازیگران
| نقش                       | بازیگر           | درگذشتگان       |
| ------------------------- | ---------------- | --------------- |
| آلن پریش                  | رابین ویلیامز    | درگذشته سال۲۰۱۴ |
| سارا ویتل                 | بانی هانت        |                 |
| جودی شپرد                 | کیرستن دانست     |                 |
| پیتر شپرد                 | برادلی پیرز      |                 |
| ساموئل پریش/شکارچی فن پلت | جاناتان هاید     |                 |
| آلن پریش (کودکی)          | آدام هان-برد     |                 |
| سارا ویتل (کودکی)         | لورا بل باندی    |                 |
| نورا شپرد                 | بی‌بی نیوورتس     |                 |
| کارل بنتلی                | دیوید آلن گریر   |                 |
| کارول -آن پریش            | پاتریشا کلارکسون |                 |